# Felipe Schmidt
Felipe Schmidt (Lages, 4 de maio de 1860 — Rio de Janeiro, 9 de maio de 1930) foi um político brasileiro.
Filho de Johann Philipp Schmidt e Felisbina Michels.
Foi presidente do estado de Santa Catarina por duas vezes, de 28 de setembro de 1898 a 28 de setembro de 1902 e de 28 de setembro de 1914 a 28 de setembro de 1918.
Foi senador por Santa Catarina durante o intervalo de seus dois governos, e também do final de seu segundo governo, até falecer.
Era primo-irmão de Lauro Müller, que o sucedeu no seu primeiro mandato no governo do estado. A Rua Felipe Schmidt, no centro de Florianópolis, é batizada em sua homenagem.